# Iyo Railway
Iyo Railway Co., Ltd. (伊予鉄道株式会社, Iyo Tetsudō Kabushiki-gaisha), également appelée Iyotetsu (伊予鉄), est une compagnie de transport de passagers qui exploite trois lignes de chemin de fer à Matsuyama au Japon, ainsi que le réseau de tramways et de bus de la ville.

## Lignes

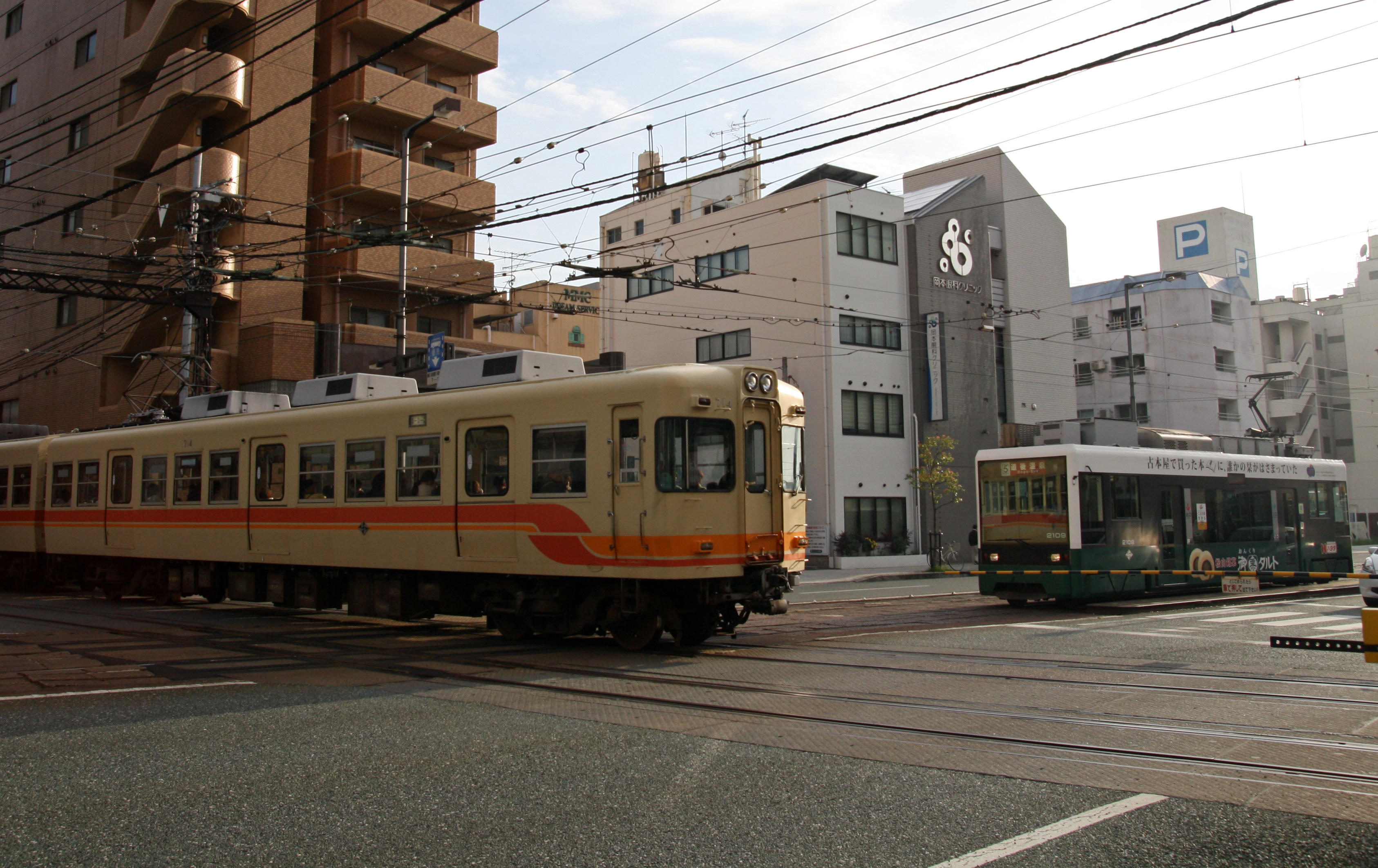
Croisement entre la ligne Takahama et le tramway de Matsuyama à Ōtemachi.

### Train
Le réseau de train la compagnie de compose de trois lignes :
| Couleur | Ligne            | Nom japonais | Terminus                        | Longueur (km) | Gares |
| ------- | ---------------- | ------------ | ------------------------------- | ------------- | ----- |
|         | Ligne Takahama   | 高浜線       | Takahama - Matsuyama City       | 9,4           | 10    |
|         | Ligne Yokogawara | 横河原線     | Matsuyama City - Yokogawara     | 13,2          | 15    |
|         | Ligne Gunchū     | 郡中線       | Matsuyama City - Port de Gunchū | 8,3           | 12    |

### Tramway
La compagnie exploite 5 lignes de tramway.

## Matériel roulant

### Trains

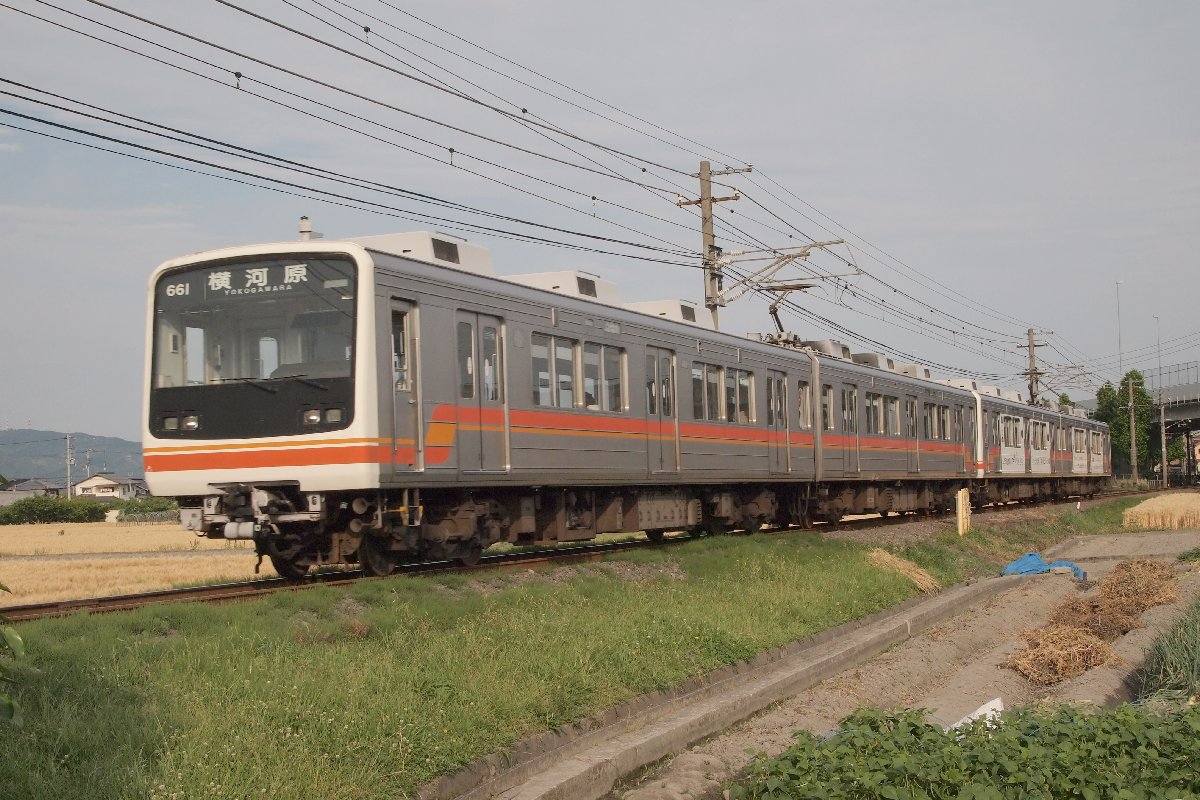
Série 610
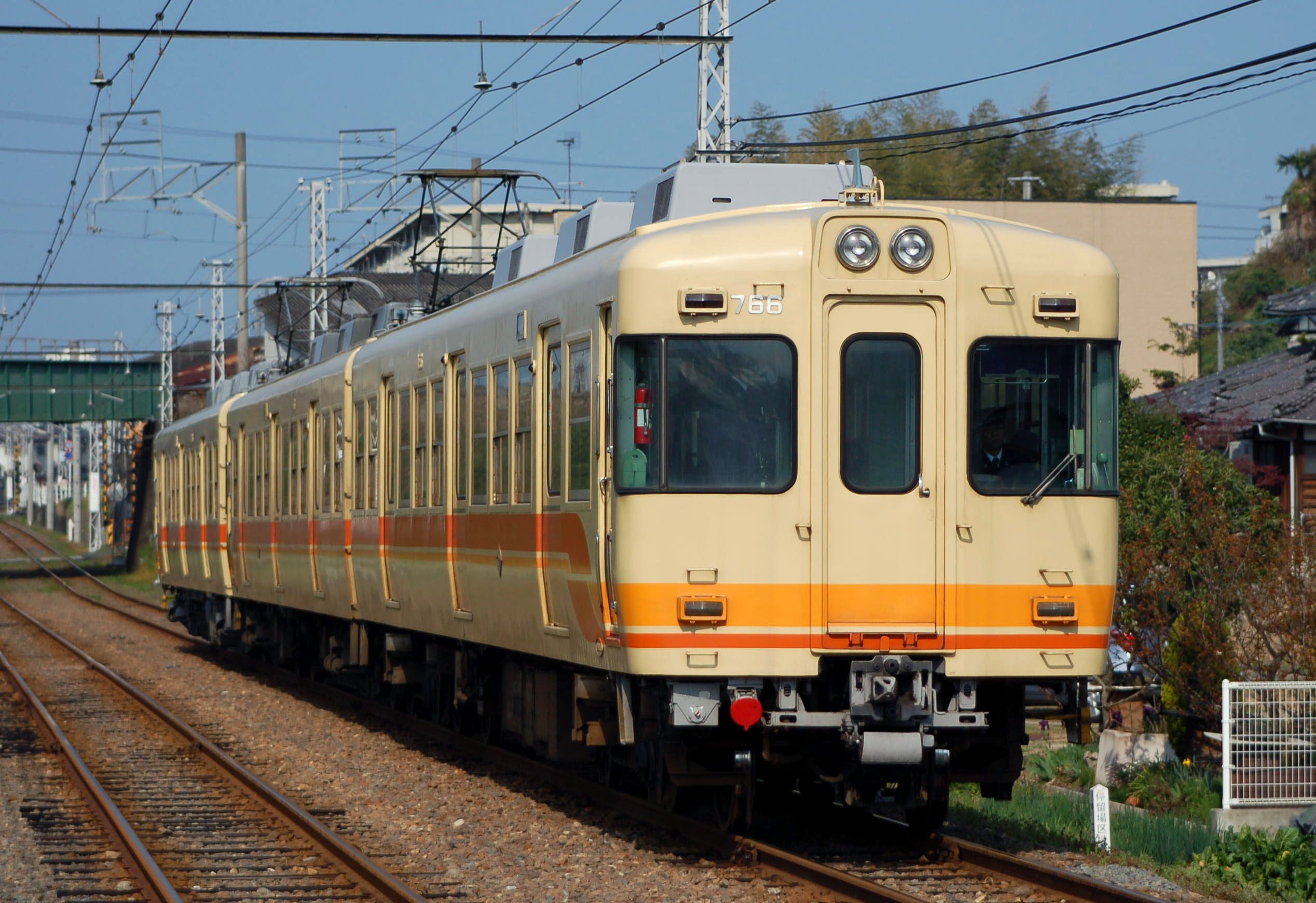
Série 700
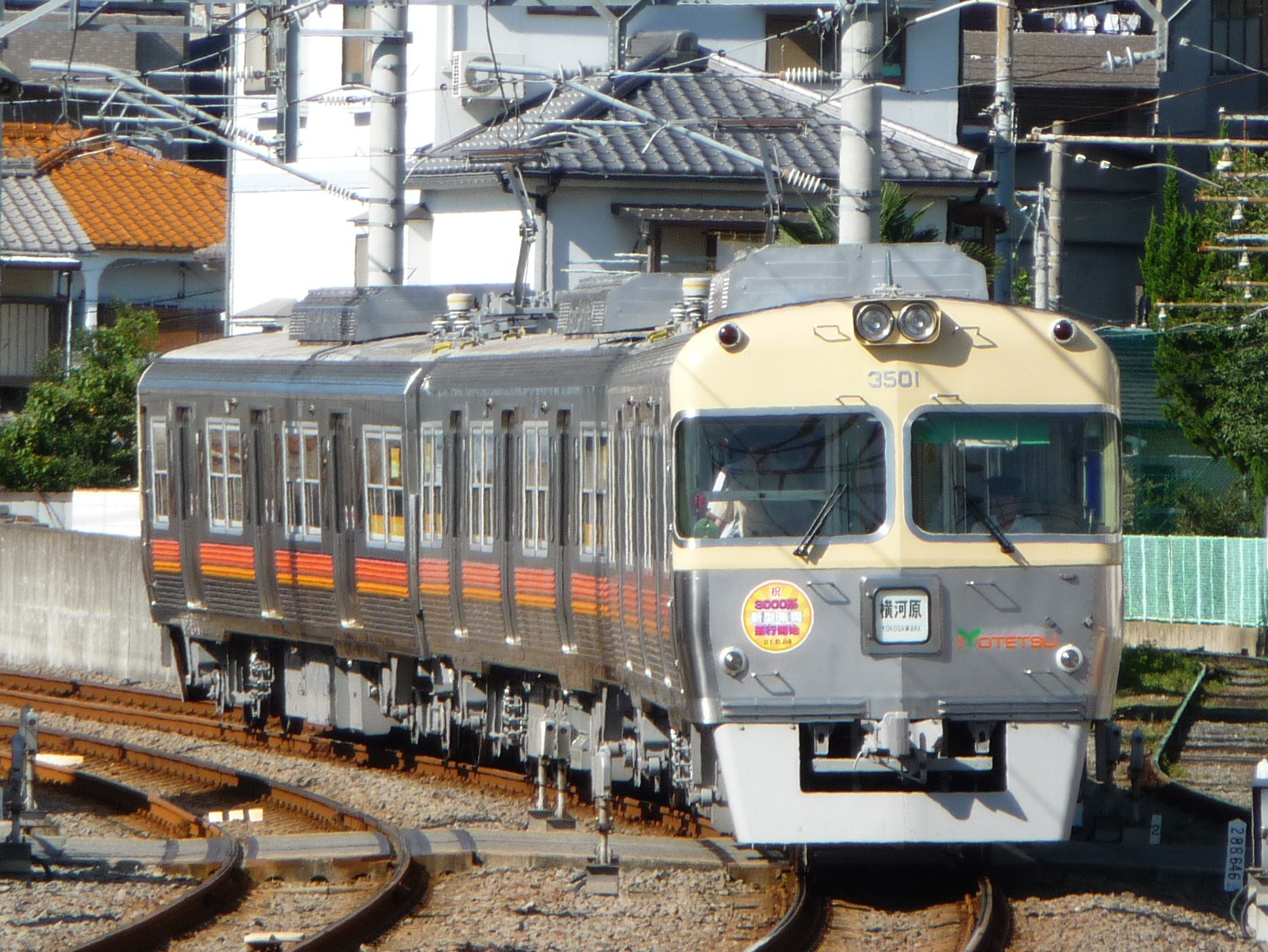
Série 3000

### Tramways

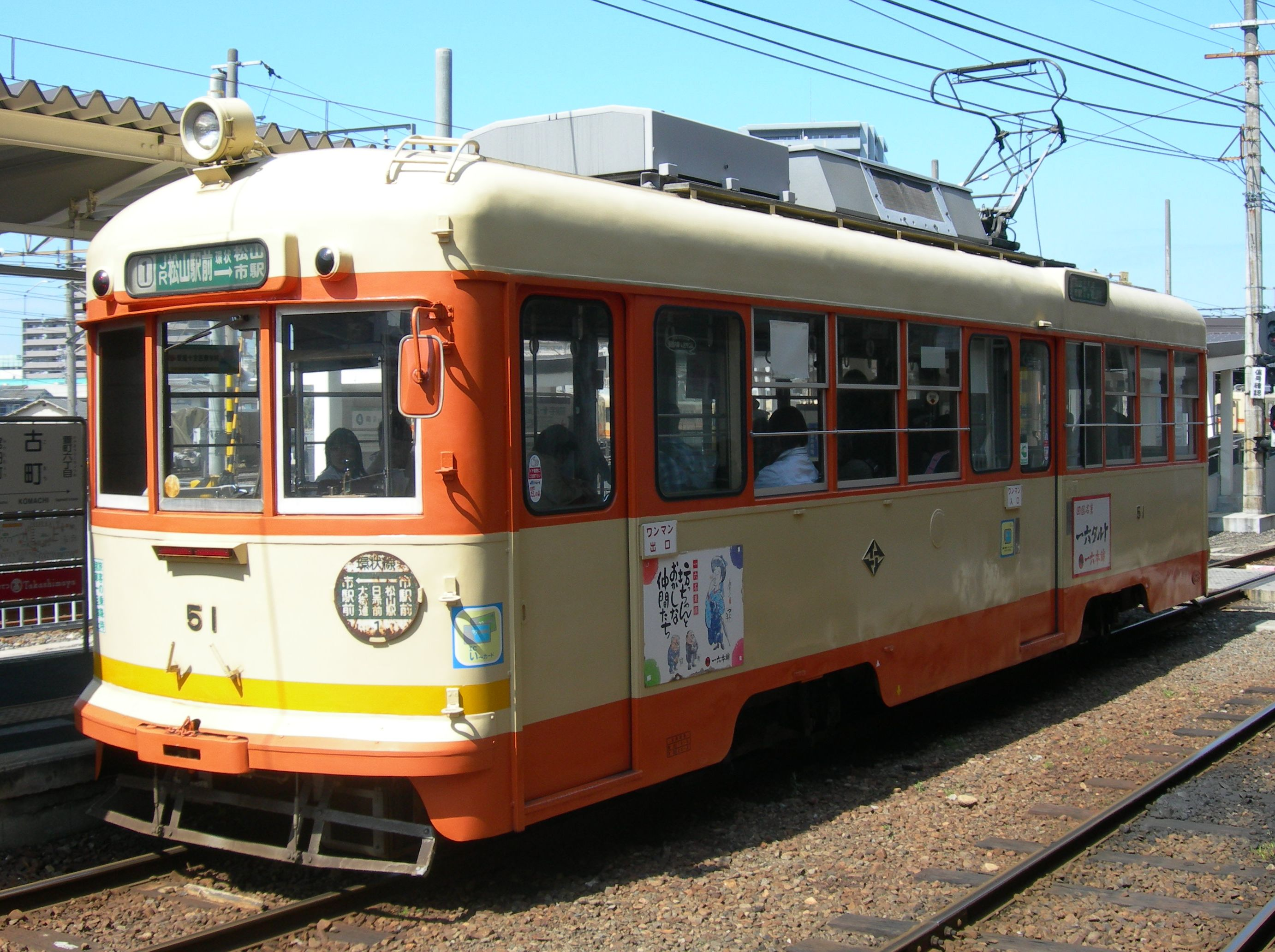
Série 50
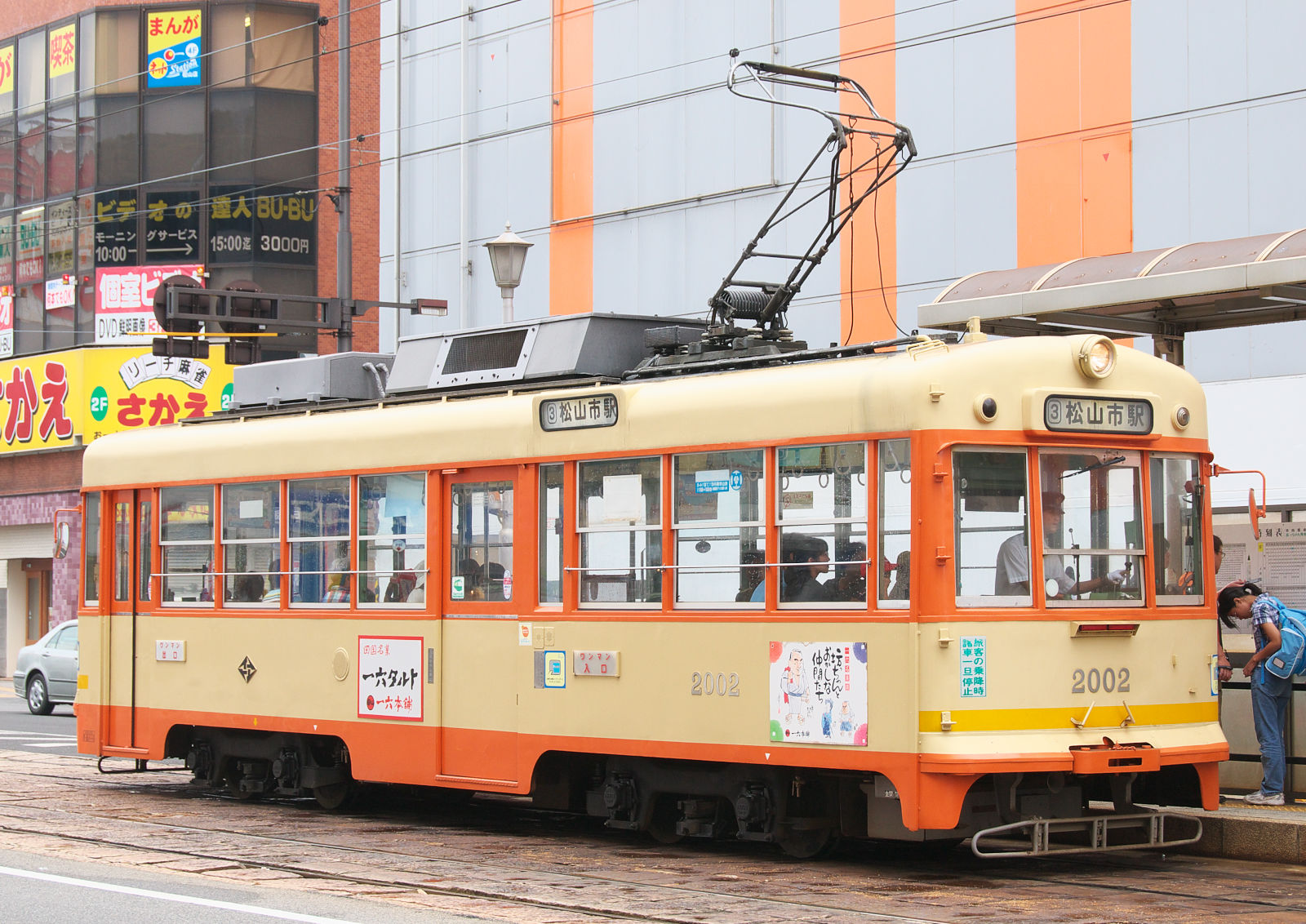
Série 2000
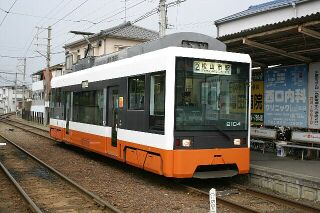
Série 2100
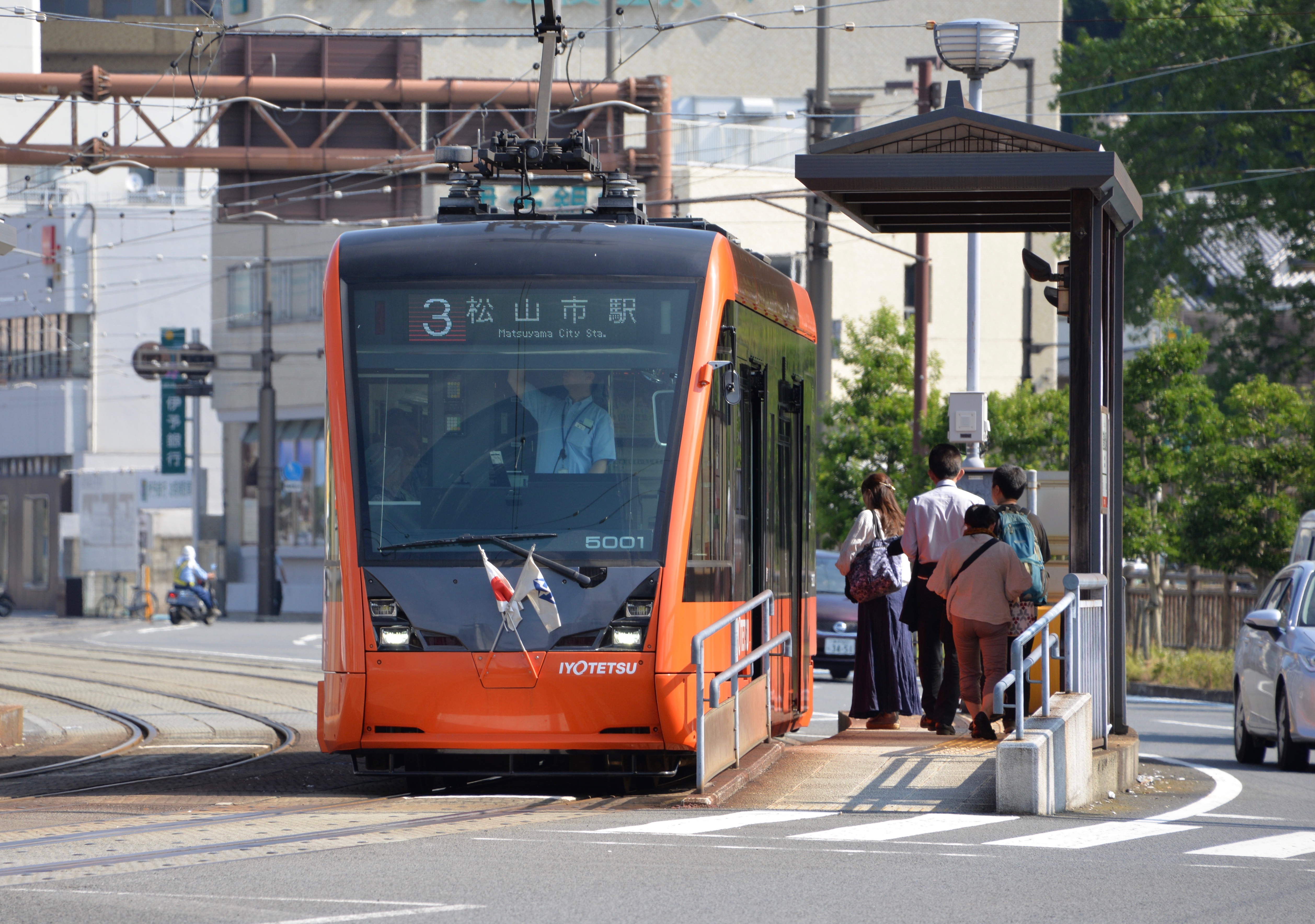
Série 5000
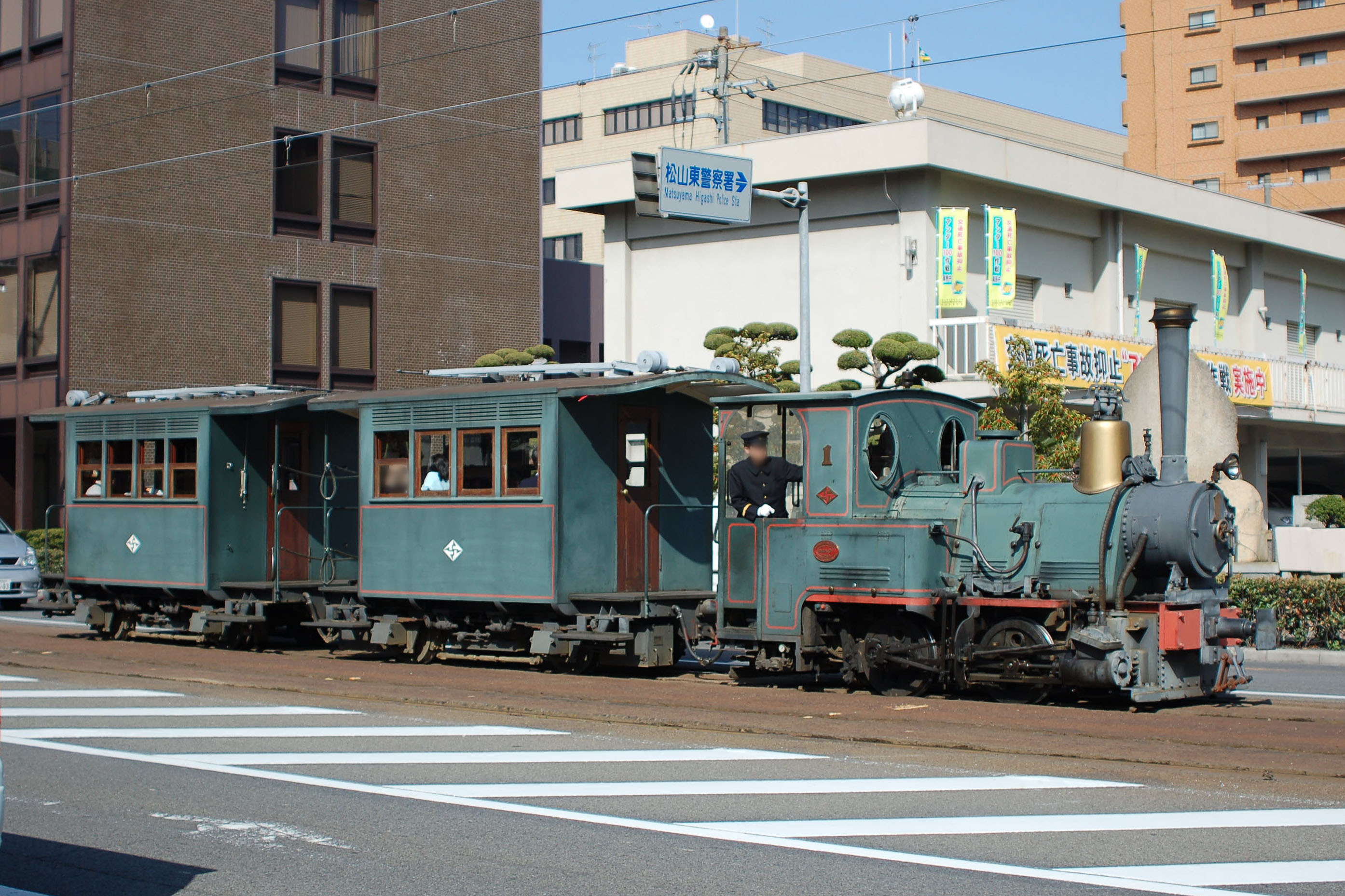
Botchan Ressha